# Lithoxus lithoides
Lithoxus lithoides es una especie de peces de la familia Loricariidae en el orden de los Siluriformes.

## Morfología
• Los machos pueden llegar alcanzar los 8,6 cm de longitud total.

## Hábitat
Es un pez de agua dulce y de clima tropical (18 °C-22 °C).

## Distribución geográfica
Se encuentran en Sudamérica:  cuencas de los ríos  Esequibo y Correntyne.